# Catch-22 (miniserie)
Catch-22 es una miniserie de humor negro estadounidense, británica e italiana basada en el libro del mismo nombre escrito por Joseph Heller, transmitida por Hulu en los Estados Unidos, Channel 4 en el Reino Unido y Sky Italia en Italia.

## Sinopsis
Catch-22 sigue a «Yossarian, un bombardero de la Fuerza Aérea de los Estados Unidos en la Segunda Guerra Mundial que está furioso porque miles de personas que nunca ha conocido intentan matarlo. Pero su verdadero problema no es el enemigo, sino su propio ejército, que sigue aumentando el número de misiones que los hombres deben volar para completar su servicio. Sin embargo, si Yossarian hace algún intento de evitar sus asignaciones militares, estará en violación de Catch-22, una regla burocrática hilarantemente siniestra que especifica que la preocupación por la propia seguridad ante los peligros que son reales e inmediatos es el proceso de una mente racional; un hombre se considera loco si voluntariamente continúa volando misiones de combate peligrosas, pero una solicitud para ser retirado del trabajo es evidencia de cordura y, por lo tanto, lo hace inelegible para ser relevado de su deber».

## Elenco y personajes
- Christopher Abbott como John Yossarian
- Kyle Chandler como el coronel Cathcart
- Hugh Laurie como Major de Coverley
- George Clooney como Scheisskopf
- Daniel David Stewart como Milo
- Austin Stowell como Nately
- Rafi Gavron como Aarfy
- Graham Patrick Martin como Orr
- Pico Alexander como Clevinger
- Jon Rudnitsky como McWatt
- Gerran Howell como Kid Sampson
- Lewis Pullman como Major Major
- Tessa Ferrer como la enfermera Duckett
- Jay Paulson como The Chaplain
- Giancarlo Giannini como Marcello
- Harrison Osterfield como Snowden

### Recurrentes
- Julie Ann Emery como Marion Scheisskopf

## Producción

### Desarrollo
Alrededor de 2014, Richard Brown se reunió con el guionista Luke Davies y el guionista y director David Michôd para discutir la posibilidad de que el dúo quisiera abordar este proyecto en un formato de serie corta, similar a True Detective de HBO, en el que Brown ejerce como productor ejecutivo. Davies compró la novela de Heller, que saldría beneficiada por un tratamiento más extenso que las dos horas del largometraje de los 70s de Mike Nichols. El equipo de producción llevó los derechos cinematográficos de la novela hasta Paramount Television, donde con llegó a un acuerdo con la productora Anonymous Content. Davies y Michôd coescribieron la adaptación, que Brown desarrolló en Anonymous Content. Inicialmente, Michôd se encargaría de la dirección pero tuvo que renunciar cuando el lento avance de la producción hizo que ya no estuviera disponible para ello. Se solicitó entonces a George Clooney que la dirigiera, quien junto a su socio de producción y frecuente colaborador Heslov, la dirección y producción ejecutiva.
El 16 de noviembre de 2017, la producción se anunció oficialmente, pero aún no se había determinado una cadena. El 12 de enero de 2018, se anunció que Hulu estaba en negociaciones para desarrollar la serie. Dos días después, se confirmó oficialmente que la producción había recibido un pedido de seis episodios. El 16 de marzo de 2018, se anunció que Ellen Kuras se uniría a Clooney y Heslov para dirigir la miniserie. El trío dirigirá los seis episodios con cada uno dirigiendo dos cada uno. También se espera que Kuras sirva como productor ejecutivo para la miniserie también.
El 7 de mayo de 2018, se anunció que Channel 4 del Reino Unido y la cadena italiana Sky Italia se unirían a la producción como coproductores.

### Casting
Junto con el anuncio del pedido de la serie, se informó que, además de dirigir la serie, George Clooney había sido elegido para el papel del coronel Cathcart. El 9 de marzo de 2018, se anunció que Christopher Abbott había sido elegido para el papel principal de John Yossarian. El 3 de abril de 2018, se anunció que Hugh Laurie se había unido al reparto principal en el papel de Major de Coverley. El 13 de abril de 2018, se anunció que Clooney ya no estaría desempeñando el papel del Coronel Cathcart y que en su lugar asumiría el papel secundario más pequeño de Scheisskopf. Se anunció simultáneamente que Kyle Chandler lo reemplazaría en el papel. El 3 de mayo de 2018, se informó que Daniel David Stewart, Austin Stowell, Rafi Gavron, Graham Patrick Martin, Pico Alexander, Jon Rudnitsky, Gerran Howell, y Lewis Pullman se habían unido al elenco de apoyo como miembros del «Merry Band». Unos días después, se anunció que Tessa Ferrer y Jay Paulson habían sido seleccionados como la enfermera Duckett y The Chaplain, respectivamente. Hacia el final del mes, se informó que Giancarlo Giannini había sido elegido para el papel de Marcello. El 13 de junio de 2018, se anunció que Harrison Osterfield había sido elegido para el papel de Snowden. El 9 de julio de 2018, se informó que Julie Ann Emery había sido elegida para el papel recurrente de Marion Scheisskopf.

### Rodaje
El rodaje estaba programada para comenzar a finales de mayo de 2018 en Cerdeña y Roma en Italia. El 10 de julio de 2018, George Clooney fue atropellado por un automóvil mientras conducía una motocicleta en el set de la serie. Fue llevado a un hospital en Olbia, donde fue liberado ese mismo día. Se espera que Clooney pase unos días recuperándose del accidente antes de reanudar el rodaje.